# Orchidantha foetida
Orchidantha foetida là một loài thực vật có hoa trong họ Lowiaceae. Loài này được Thaya Jenjittikul và Kai Larsen mô tả khoa học đầu tiên trong số 4 quyển 22 thuộc năm 2002 của tạp chí Nordic Journal of Botany nhưng trên thực tế nó được in vào năm 2003.

## Từ nguyên
Tính từ định danh giống cái foetida (giống đực: foetidus) là tiếng Latinh, nghĩa đen là mùi hôi thối.

## Phân bố
Loài bản địa Thái Lan (tỉnh Ubon Ratchathani).